# Weide in der Wannenhalde
Die Weide in der Wannenhalde ist ein vom Landratsamt Münsingen am 31. Mai 1955 durch Verordnung ausgewiesenes Landschaftsschutzgebiet auf dem Gebiet der Stadt Münsingen im Landkreis Reutlingen in Baden-Württemberg.

## Lage und Beschreibung
Das 8,1 Hektar große Landschaftsschutzgebiet liegt etwa sechs Kilometer südöstlich von Münsingen in den Gewannen Buchtal und Wannenhalde. Es gehört zum im Naturraum Mittlere Kuppenalb. Im Westen grenzt unmittelbar das Landschaftsschutzgebiet Schelklingen an.
Geologisch stehen hauptsächlich die Unteren Massenkalke des Oberjuras an.
Der nördliche Teil des Schutzgebiets ist heute infolge der Nutzungsaufgabe durch Sukzession und Aufforstung bewaldet. im südlichen Teil befindet sich noch ein ca. 1,7 ha großer offener Kalkmagerrasen, der jedoch durch den umgebenden Wald stark isoliert ist.